# 彩屯街道
彩屯街道，是中华人民共和国辽宁省本溪市溪湖区下辖的一个乡镇级行政单位。2019年，撤销竖井街道，将竖井、高山、黑金、宝藏、华阳、华丰6个社区划归彩屯街道管辖。

## 行政区划
彩屯街道下辖以下地区：
彩玉社区、彩胜社区、华新社区、彩云社区、彩发社区、彩达社区、彩旺社区、华南社区、彩乐社区、彩进社区、竖井社区、华阳社区和高山社区。